# 苫小牧運転所
苫小牧運転所（とまこまいうんてんしょ）は、北海道苫小牧市にある北海道旅客鉄道（JR北海道）の車両基地である。所属略号は「札トマ」。また乗務員も所属している。
室蘭本線苫小牧駅の西側に隣接している。

## 所属車両
2024年（令和6年）4月1日現在の所属車両は以下の通り。
なお、当所には気動車のみが所属している。ただし、一部の線路は電化されているため電車の留置は行われる。
| 電車 | 気動車 | 機関車 | 客車 | 貨車 | 合計 |
| ---- | ------ | ------ | ---- | ---- | ---- |
| 0両  | 30両   | 0両    | 0両  | 0両  | 30両 |

キハ40形気動車 (6両)
- 1700番台の6両（1706・1723・1780・1783・1785・1786）が配置されている。全車両が機関換装済み。2021年（令和3年）3月には、1701が苗穂運転所へ、1703・1784・1787が旭川運転所へ、1704・1705・1762・1767が函館運輸所へ、1772が釧路運輸車両所へそれぞれ転属された[2]。
- 室蘭本線（糸井 - 岩見沢間）、千歳線・石勝線（千歳 - 新夕張間）、函館本線（岩見沢 - 滝川間）、日高本線の普通ワンマン列車に使用される[3][注釈 1]。そのため全車両がワンマン運転に対応している。
  - かつては350番台の10両（351 - 360）も配置されていた。これはもともと日高本線の専用車で、以前は同じ敷地内に拠点を持つ日高線運輸営業所に所属していたが、2015年（平成27年）1月8日に起きた高波による土砂流出等の影響で、鵡川 - 様似間が不通となって以降は1700番台と同様の運用に用いられていた。2020年（令和2年）5月31日には2両（352・360）が廃車された。その後、2021年（令和3年）3月13日のダイヤ改正をもって残り8両（351・353 - 359）が営業運転を終了し[4]、同月31日付で全車両が廃車となった[2]。
  - 700番台も1両（キハ40-789）配置されていたが、2018年（平成30年）4月30日付で廃車されている。

キハ143形気動車 (2両)
- 100番台（101）と、150番台（151）が各1両の計2両が配置されている[1]。
- 2012年（平成24年）10月27日のダイヤ改正で、室蘭本線の普通電車列車の多くが気動車によるワンマン運転に置き換えとなるため、ワンマン化改造の上、苗穂運転所から転属となった。
  - 室蘭本線（室蘭 - 沼ノ端間）、千歳線（沼ノ端 - 札幌間）の普通列車にて使用されてきたが（室蘭 - 苫小牧間は普通ワンマン列車）、2023年（令和5年）5月20日の時刻修正に伴い、737系電車と入れ替わる形で定期運用を終了した[5]。同年10月には100番台の3両（102 - 104）と150番台の5両（152 - 154・156・157）が釧路運輸車両所へ転属した。

キハ150形気動車 (10両)
- 100番台の10両（101 - 110）が配置されており、室蘭本線（糸井 - 岩見沢間）、千歳線・石勝線（千歳 - 新夕張間）、函館本線（岩見沢 - 滝川間）の普通ワンマン列車に使用される[3]。
  - 以前は函館本線の長万部 - 小樽間でも運用されていたが、現在は定期的な運用はない[3]。

H100形気動車 (12両)
- 12両（28 - 37・84・85）が配置されている[1]。うち2両（84・85）は北海道高速鉄道開発所有車。
- 2021年（令和3年）3月13日のダイヤ改正より、室蘭本線（長万部 - 苫小牧間・室蘭 - 東室蘭間）の普通ワンマン列車に使用されている[6][7]。同日の改正時点で室蘭 - 苫小牧間は66本中43本、長万部 - 東室蘭間は全普通ワンマン列車が当形式にて充当されていたが[6][7]、2023年（令和5年）5月20日の時刻修正以降室蘭 - 苫小牧間での運用は減少している[5]。
  - 2023年（令和5年）11月に44・45が釧路運輸車両所へ転属。同年12月には旭川運転所より84・85が転属となった。また、2024年（令和6年）3月に38 - 43が旭川運転所へ転属した[1]。

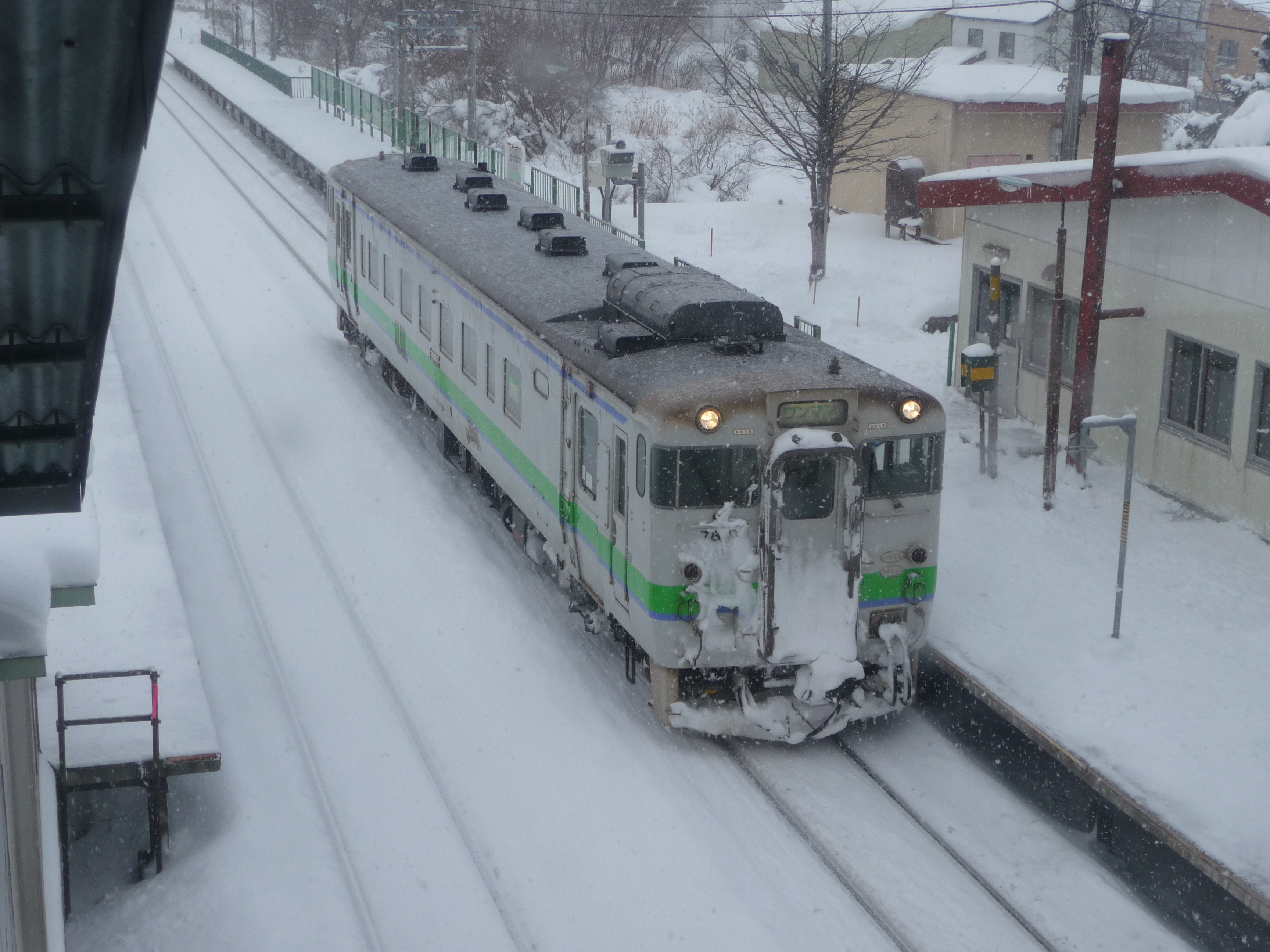
キハ40 789（廃車）
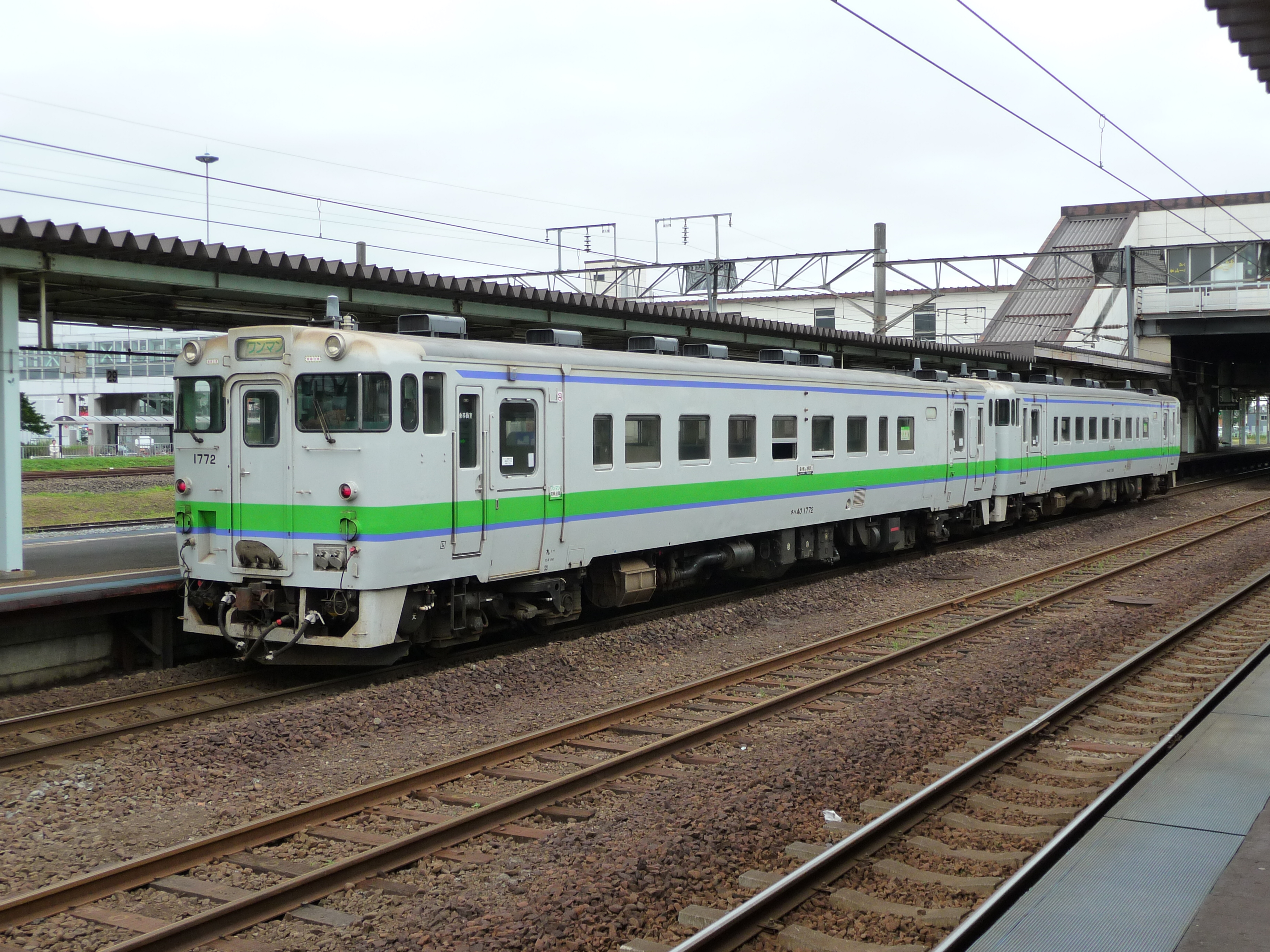
キハ40 1772とキハ40 1783
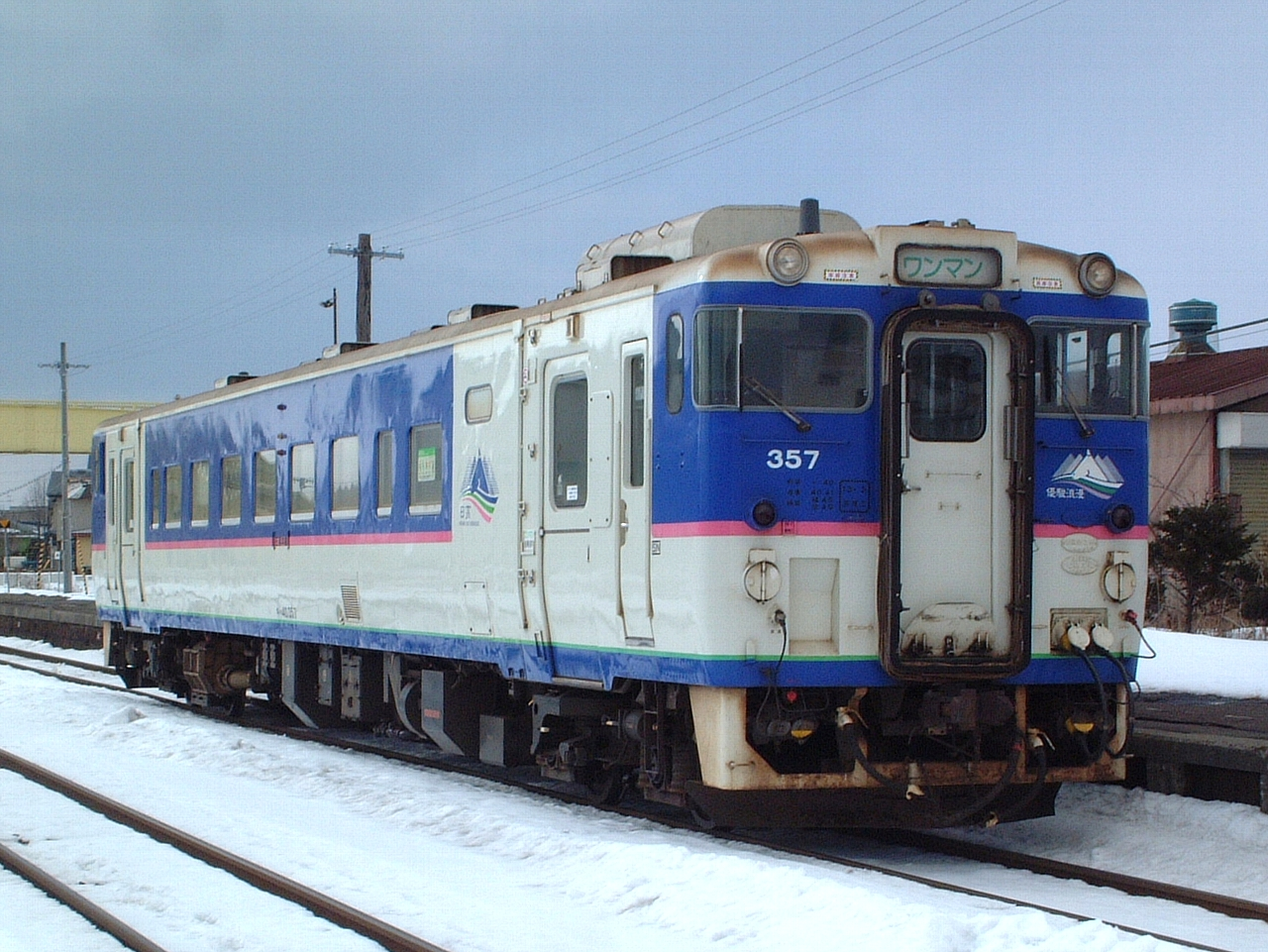
キハ40 357
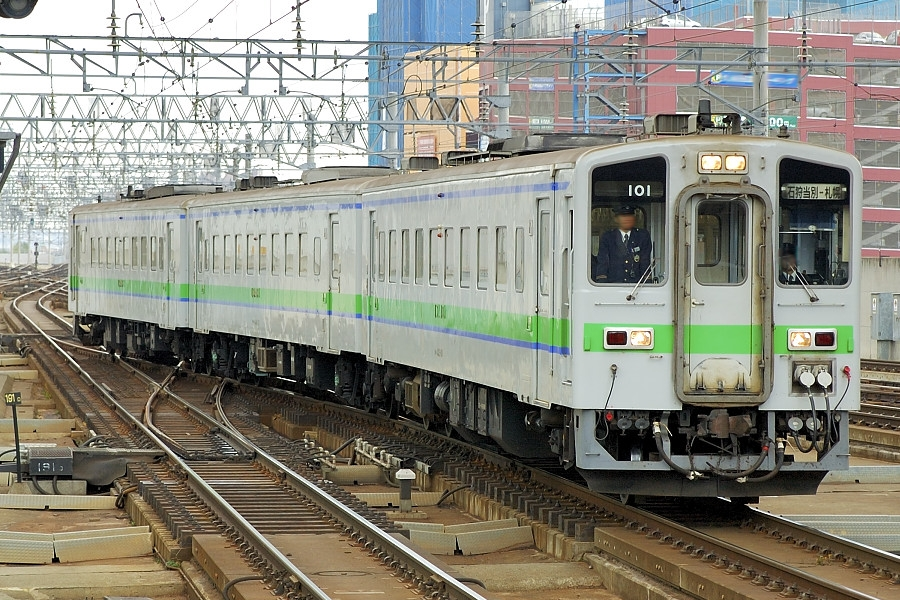
キハ143 （写真は札沼線で運用されていた頃の様子）
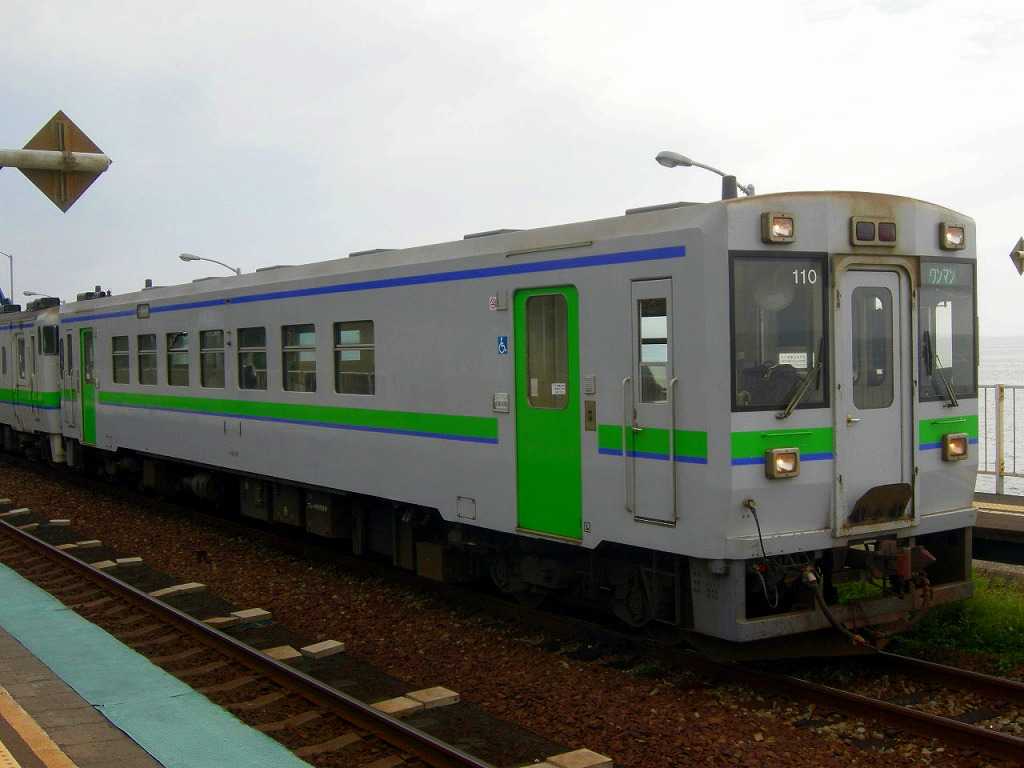
キハ150-110

### 過去の配置車両
キハ130形気動車
1988年（昭和63年）から1990年（平成2年）の日高線運輸営業所発足まで最大11両全車が所属していた。
キハ160形気動車
2007年（平成19年）のMAハイブリッド試験車改造から2013年（平成25年）の廃車まで、1両（キハ160-1）のみ所属していた。

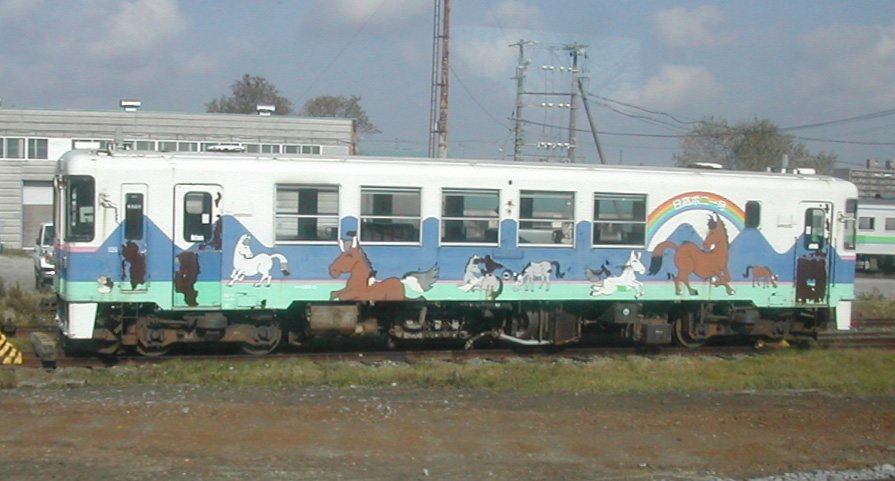
キハ130形（写真は転属後のもの）
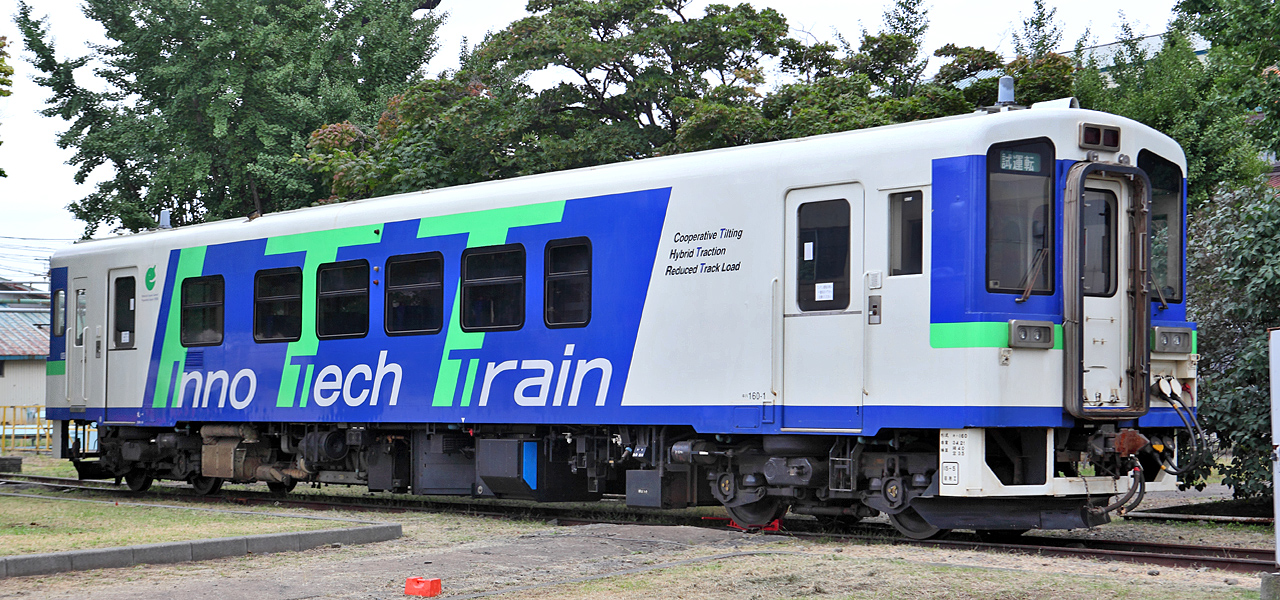
キハ160-1

## 運転士乗務範囲
苫小牧運転所はJR北海道発足当初まで運転士が配置されていたが、日高線運輸営業所発足時に日高線行路を移管し、室蘭線・千歳線行路についても他運転所へ移管したため、それ以後は車両配置のみとなっていた。その後、日高線運輸営業所廃止に伴い、要員と行路を引き継ぐ形で再び運転士が配置された。現在は室蘭線の一部列車（気動車のみ）にも乗務している。
- 室蘭本線（岩見沢 - 糸井間）
- 千歳線・石勝線（新夕張 - 千歳間）
- 日高線（苫小牧 - 鵡川間）